# 台3線
臺3線，俗稱內山公路，是臺灣省道之一，北起臺北市忠孝西路和中山南路口（行政院大門前，即台灣公路原點），南迄屏東市與臺1線交會，總長436.286公里，長度僅次於臺1線、臺9線，屬於縱貫公路系統之一環，亦是起終點皆是同一道路的省道公路主線。另有3條支線。
臺3線行經臺灣西部鄰近山區之鄉鎮市區（沿線16個客家庄），沿線地形多呈丘陵地、台地，自日治時期被視為軍事用途而闢建，這些零星分散的戰備道路與產業道路，便是臺3線的前身，現今臺3線為內陸縱貫道路，對於山區的交通、經濟、觀光以及農業發展幫助很大。
臺3線與其他奇數編號的省道一樣，是一條南北走向的省道，其中臺3線桃園市龍潭區至臺中市豐原區路段為「中豐公路」 （中壢經龍潭至豐原）之一部分；嘉義縣中埔鄉澐水至臺南市楠西區密枝為「澐密戰備道路」。

## 途經鄉鎮市區

### 北部路段
- 台北市

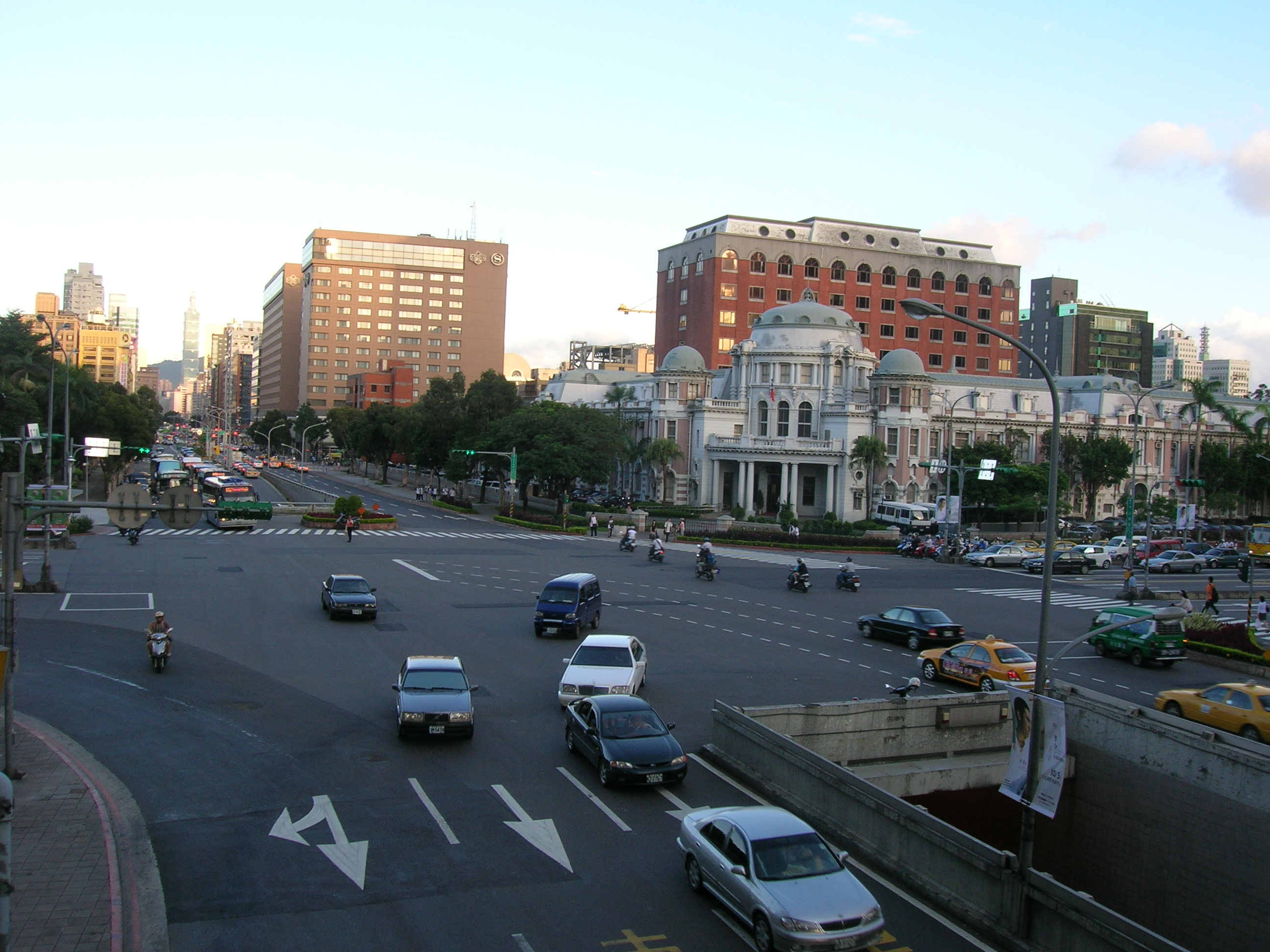
台3線起點：台北市忠孝東西路、中山南北路口。同時也是台1線、台5線、台9線和台1甲線起點，這個路口原本有一座陸橋叫復興橋(已拆除，路口旁仍存復興橋郵局)，亦在行政院、監察院前，為台灣公路原點。

  - 中正區：行政院／忠孝東西路中山南北路口0.000k（起點，台灣公路原點，忠孝西路一段與台1線共線）→台北車站（忠孝西路一段）→北門（忠孝西路與中華路交叉口）→西門→小南門（中華路一段，愛國西路岔路）
  - 萬華區：龍山寺站（和平西路三段）→華江大橋萬華端4.240k（環河南北快速道路匝道）
- 新北市
  - 板橋區：華江橋→江子翠（文化路二段）→新埔站/板橋交流道（市道106甲線及台64線岔路）→板橋車站（文化路一段）→民權路→舊板橋後站（中山路一段）→四汴頭（四川路一段）
  - 土城區：四汴頭→土城區四川路
  - 板橋區（第二次經過）：四川路二段→湳子（市道116號岔路）
  - 土城區（第二次經過）：湳子→外環道（中華路一、二段）→捷運永寧站（中央路三段）→國道三號土城交流道→頂埔（中央路四段）→媽祖田
  - 三峽區：媽祖田→橫溪橋20.511k（介壽路三段）（與市道110號短暫共線）→三峽市區（介壽路二、一段）→大同橋（中正路一段）→大埔25.458k（中正路二段）→二鬮（中正路三段）→山員潭子
- 桃園市
  - 大溪區：山員潭子→鴻禧山莊（信義路）→大溪市區36.314k（台7線北橫公路岔路）→武嶺橋（與台4線短暫共線）→國道三號大溪交流道（右市道112甲線岔路）→員樹林41.767k（左台3乙線起點岔路）
  - 龍潭區
  - 平鎮區：（中興路九龍段）
  - 龍潭區（第二次經過）[3]：（中興路） →龍潭市區（左市道113乙線岔路，可通往國道三號龍潭交流道）→（北龍路） →龍潭市區（中正路）（與市道113號短暫共線）→（中豐路中山段）（以下到豐原為中豐公路 ）→（中豐路上林段） →深窩 （中豐路高平段）（左台3乙線終點岔路）
- 新竹縣
  - 關西鎮：關西市區（中豐路二段岔路）→十六張（中豐新路）（市道118號岔路）
  - 橫山鄉：合興（中豐公路）（與縣道120號共線起點）→九讚頭車站（中豐路一段）→油羅溪橋（與縣道120號共線終點）→橫山車站（中豐路一段）
  - 竹東鎮：竹東大橋（右台68線岔路）（中豐公路）→竹東市區（縣道122號岔路）（中豐路二段）
  - 北埔鄉：北埔市區（大林路）→（仁愛路） →（埔心街）（中豐公路）
  - 峨眉鄉：（中豐公路）

### 中部路段
- 苗栗縣
  - 頭份市：珊珠湖93.012k（與縣道124號共線起點）
  - 三灣鄉：三灣派出所97.004k
  - 三灣鄉（第二次經過）
  - 獅潭鄉：新庄隧道→百壽隧道→永興（縣道126號岔路）→獅潭市區113.683（縣道124號岔路）→和興→豐林國小122.746→汶水（右台6線終點岔路）→台72線獅潭端
  - 大湖鄉：汶水橋→大湖市區→南湖133.044→八份138.131（右縣道130號岔路）→景山橋
  - 卓蘭鎮：卓蘭大橋149.448k（苗中縣市界）
- 台中市
  - 東勢區：卓蘭大橋149.448k（苗中縣市界）→石圍牆酒莊→東勢大橋157.920k（左台8線起點岔路）
  - 石岡區：土牛158.570k（左市道129號起點岔路）→石岡161.500K
  - 豐原區：國道四號豐勢交流道 →豐原171.292k→圓環南中山路口（台13線終點岔路）
  - 潭子區：臺中潭子科技產業園區→潭子交流道（台74線)
  - 北屯區：北屯路
  - 北區：進化路
  - 東區：建成路 184.7k（市道136號岔路）
  - 南區：建成路→國光路中興大學（台63線台中端岔路)
  - 大里區：草湖190.342k（左市道129號岔路）→草湖橋
  - 霧峰區：草湖橋→霧峰市區193.617k（左市道127號岔路）→國道三號霧峰交流道→國道六號舊正交流道→烏溪橋200.624

- 南投縣

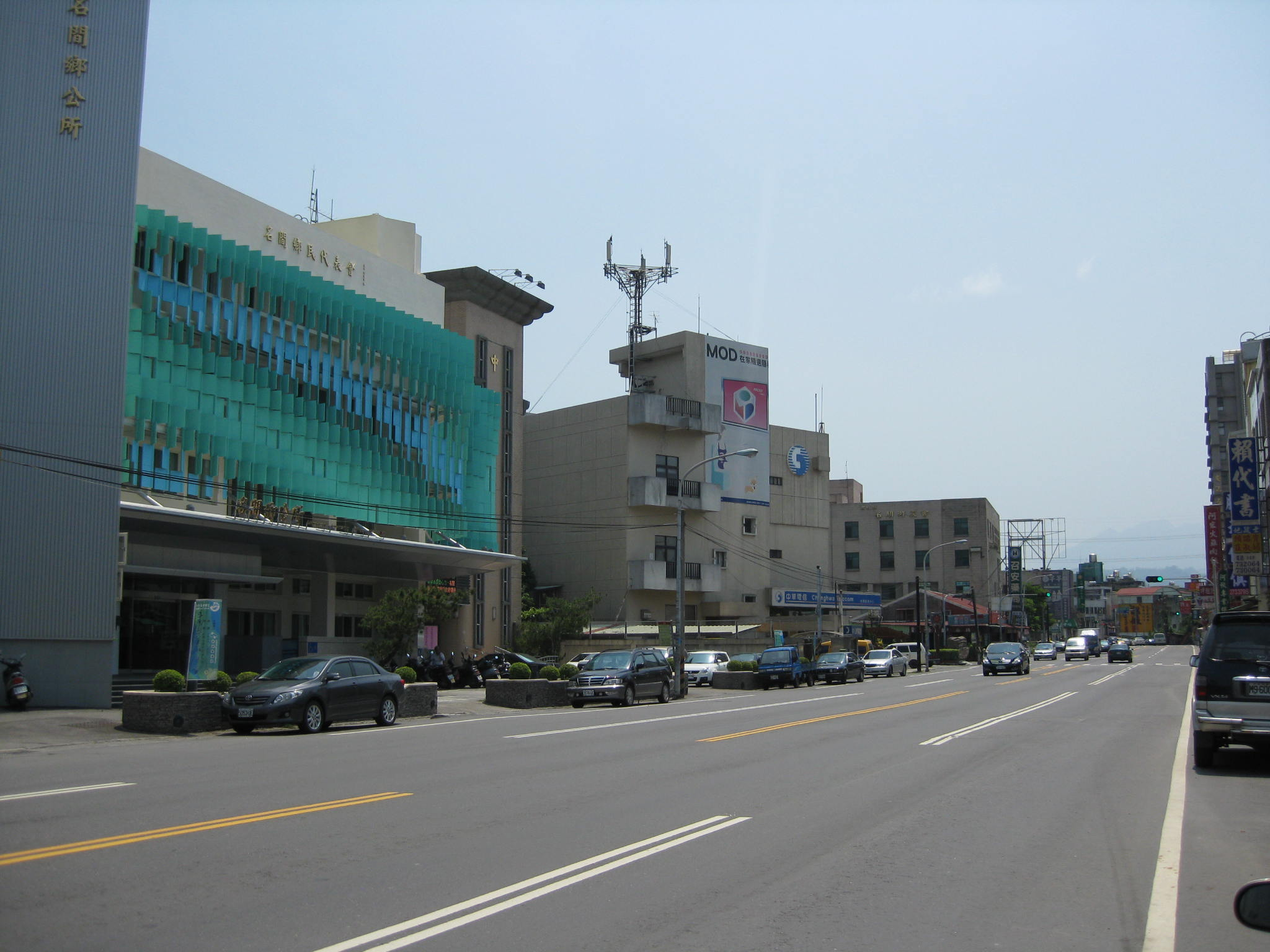
台3線行經名間鄉公所前，位置正好是名間風隙。

  - 草屯鎮：烏溪橋200.624→博愛成功路口203.15k（台14線岔路）→碧山成功路口204.04k（右縣道148號岔路）
  - 南投市：國道三號中興交流道→貓羅溪橋208.50k（與台14乙線／台14丁線立體交叉）→南崗中興路口214.37k（台14乙線／縣道150號終點岔路）→五塊厝（台3甲線終點岔路）
  - 名間鄉：國道三號名間交流道→濁水221.7k（縣道152號終點岔路）→濁水222.4k（台16線起點岔路）→名竹大橋
  - 竹山鎮：225.90k（台3丙線起點岔路）→國道三號竹山交流道→竹山（縣道151號起點岔路）→（縣道149號起點岔路）
- 雲林縣
  - 林內鄉：南雲大橋236.876k（投雲縣界）→林內239.460k（縣道141號岔路）→二水244.162k（縣道154號岔路）→九芎林（鄉道雲67岔路）→國道三號斗六交流道
  - 斗六市：石榴班（鄉道雲55岔路）→大學成功路口251.342k（縣道149甲線岔路）→雲林科技大學→（台78線古坑交流道）
  - 古坑鄉：溝壩 258.771k（縣道158甲線岔路）→永光261.223k（縣道154乙線／縣道158乙線岔路）→雲祥橋265.918k（雲嘉縣界）

### 南部路段
- 嘉義縣
  - 梅山鄉：崎頂（右縣道162號終點岔路）→梅山市區269.125k（左縣道149號終點岔路）
  - 竹崎鄉 ：竹崎（縣道166號岔路）→鹿滿280.890k（縣道159號岔路）→
  - 番路鄉：下坑（縣道159甲線）→吳鳳橋（番路中埔鄉界）→
  - 中埔鄉：隆興287.312k（台18線岔路）→中埔→同仁295.413k（右市道172號終點岔路）→澐水（澐密戰道起點）→澐水國小→中崙國小300.122k→石子湖→分水嶺（中埔大埔鄉界）
  - 大埔鄉：分水嶺313.300K（阿婆彎/中埔大埔鄉界）
  - 番路鄉（第二次經過）：永興315.100K（大埔番路鄉界）→公田→草山路口（番路大埔鄉界）
  - 大埔鄉（第二次經過）：草山路口（番路大埔鄉界）→大埔橋→石峽內333.525K→神斧橋336.696k→大埔市區→大茅埔344.062k→嘉義農場→風吹嶺354.158k（嘉南縣市界）

- 台南市

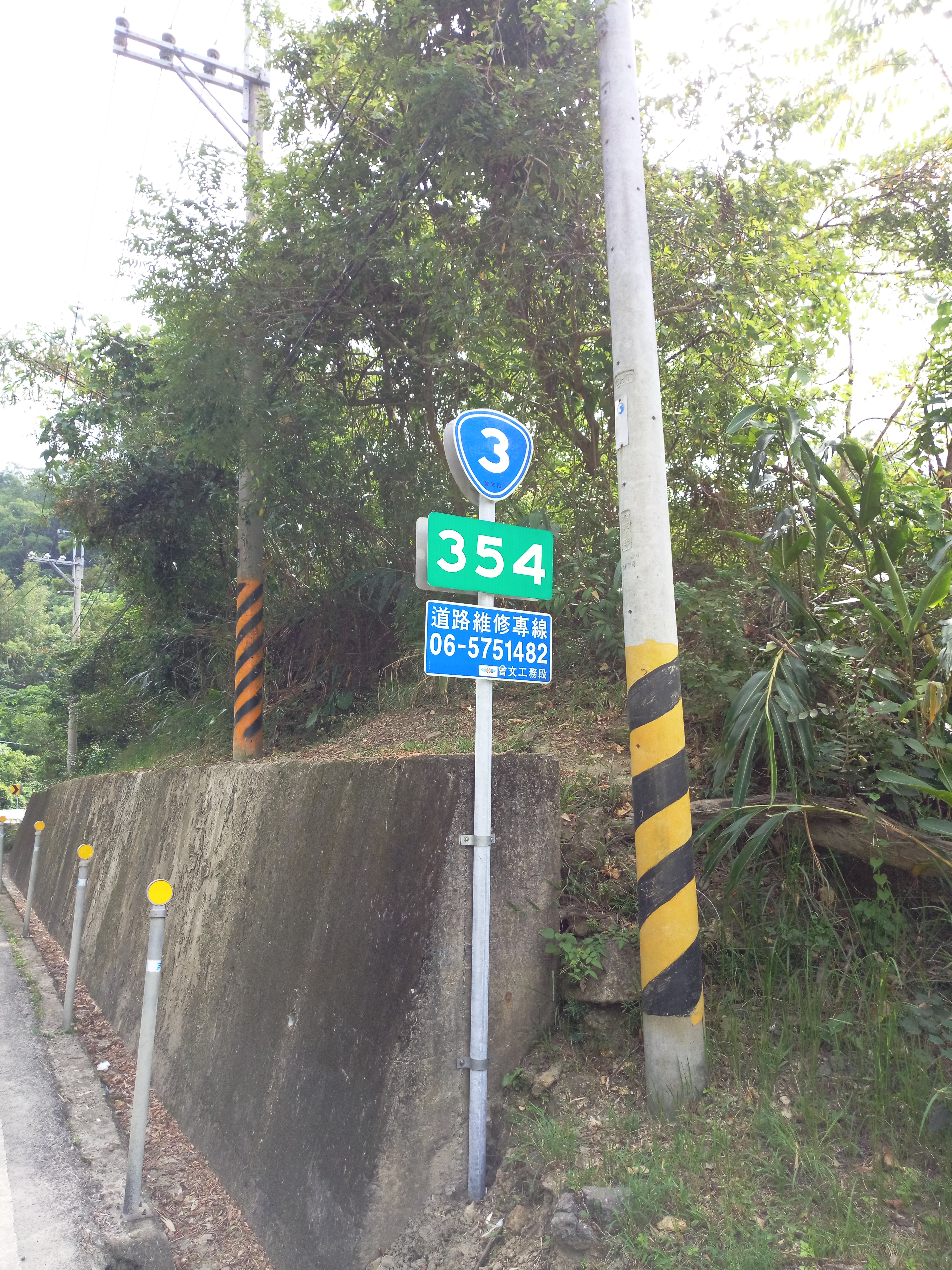
台3線 楠西路段354公里路牌

  - 楠西區：雙溪357.573k→密枝361.033k（澐密戰道終點）→楠西366.301k（右市道175號終點岔路）→楠西367.378k→油車368.289k→鹿陶洋369.644k
  - 玉井區：後旦373.600k→玉井374.406k（與台20線共線起點）→三埔
  - 南化區：四埔379.576k（與台20線共線終點）→七苓384.263k→鏡面水庫→湘仔埔→小崙尾384.035k→南化384.363k（右台20乙線終點岔路）→苦苓橋388.478k→茄苳橋389.762k→金馬寮389.787k（南高市界）
- 高雄市
  - 內門區：蘇遠埔393.838k→內門396.459k→中埔399.658k（右市道182號終點岔路）
  - 旗山區：旗山404.234k（與台29線共線起點）→新旗尾橋（與台29線共線終點）→旗尾408.242k（國道十號旗山端）→手巾寮412.926k（高屏縣市界）

- 屏東縣

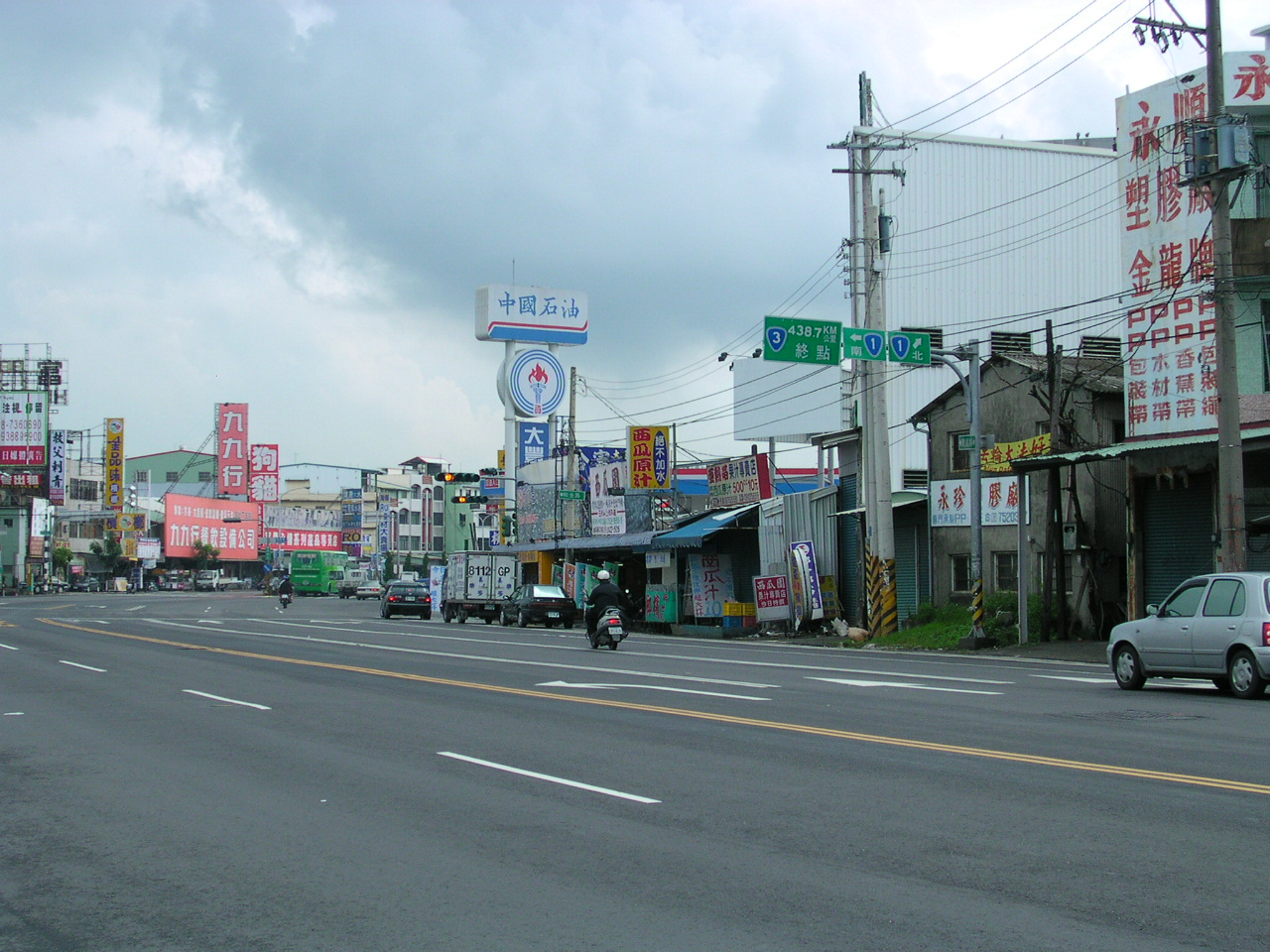
台3線終點

  - 里港鄉：土庫→里港419.937k（台22線岔路）→里港大橋北端/里港砂石車專用道（可通往國道十號里港交流道）
  - 九如鄉：國道三號九如交流道425k→九如426.550k
  - 屏東市：屏東機場→屏東/和平建國路口434.962k（左台24線起點岔路）→屏東/建國和生路口435.608k（終點，台1線岔路）

## 支線

### 甲線
臺3甲線 （草屯－五塊厝）北起南投縣草屯鎮，經中興新村西緣銜接南投市彰南路，至南崗一路口為止。為臺3線草屯、南投舊線。
南投縣
- 草屯鎮：成功中正路口0.000k（台3線岔路）→中正博愛路口1.025k（台14線岔路）→太平碧山路口（右縣道148號終點岔路）→太平省府路口4.536k（鎮市界台14乙線岔路中興新村主入口）
- 南投市：營盤口5.965k（左投15線鄉道岔路）→永豐7.073k（右台14丁線岔路）→市中心彰南民族路口10.710k（縣道139號岔路）→彰南中興路口11.651k（台14乙線岔路）→五塊厝11.713k（台3線岔路）

### 乙線
臺3乙線（員樹林－深窩）起點為桃園市大溪區員樹林，經中科院、國防大學理工學院等軍事研究機關以及經濟部水利署北區水資源局（原石門水庫管理局），止於龍潭區深窩，為石門水庫重要連外道路之一。
桃園市
- 大溪區：員樹林0.000k（台3線岔路）
- 龍潭區：十一份4.695k（右市道113號終點岔路）→大坪7.350k（左台4線終點岔路）→深窩12.095（台3線岔路）

### 丙線

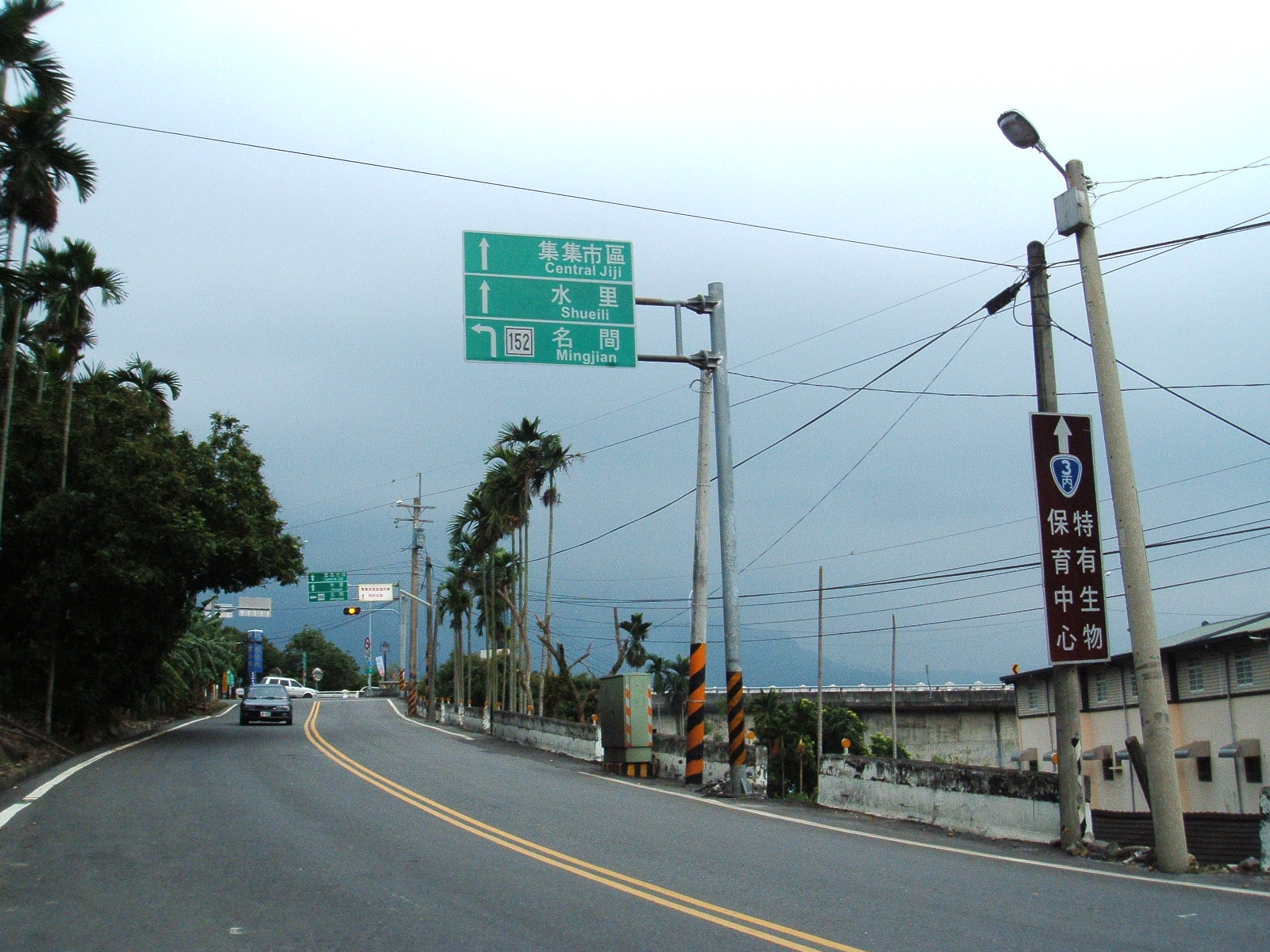
南投縣集集鎮台3丙終點。

臺3丙線 （水底寮－林尾）起點為南投縣竹山鎮水底寮，跨越濁水溪後，於集集鎮銜接投54線（原縣道152號），該路口為臺3丙線與原縣道152號共同終點，今縣道152號名間至集集路段已改編為投54線。
行經行政區域
全線均位於南投縣境內。
| 竹山鎮 | 水底寮 | 0.000 | 台3線        | 公路起點 |  |
| 竹山鎮 | 社寮   | －    | （地區道路） |          |  |
| －     |        |       |              |          |  |
| 集集鎮 | 林尾   | 7.124 | 投54線       | 公路終點 |  |
|        |        |       |              |          |  |

## 里程表
臺三線
| 縣市   | 鄉鎮         | 里程數(KM) |
| ------ | ------------ | ---------- |
| 臺北市 | 全區（南下） | 5          |
| 臺北市 | 中正區       | 1.1        |
|        | 萬華區       | 3.9        |
| 臺北市 | 全區（北上） | 5          |
| 臺北市 | 中正區       | 2.9        |
|        | 萬華區       | 2.1        |
| 新北市 | 全區         | 25.5       |
| 新北市 | 板橋區       | 6.6        |
|        | 土城區       | 6.9        |
|        | 三峽區       | 12         |
| 桃園市 | 全區         | 24.3       |
| 桃園市 | 大溪區       | 13.5       |
|        | 龍潭區       | 10.8       |
| 新竹縣 | 全區         | 37.9       |
| 新竹縣 | 關西鎮       | 8.4        |
|        | 橫山鄉       | 10.7       |
|        | 竹東鎮       | 4.2        |
|        | 北埔鄉       | 4.4        |
|        | 峨眉鄉       | 10.2       |
| 苗栗縣 | 全區         | 55.8       |
| 苗栗縣 | 三灣鄉       | 11.4       |
|        | 南庄鄉       | 1          |
|        | 獅潭鄉       | 20.6       |
|        | 大湖鄉       | 15.4       |
|        | 卓蘭鎮       | 7.4        |
| 臺中市 | 全區         | 51.2       |
| 臺中市 | 東勢區       | 9.1        |
|        | 石岡區       | 6.4        |
|        | 豐原區       | 7.8        |
|        | 潭子區       | 5.5        |
|        | 北屯區       | 3.2        |
|        | 北區         | 0.9        |
|        | 東區         | 3.3        |
|        | 南區         | 1.7        |
|        | 大里區       | 5.1        |
|        | 霧峰區       | 8.2        |
| 南投縣 | 全區         | 36.2       |
| 南投縣 | 草屯鎮       | 7.5        |
|        | 南投市       | 8.2        |
|        | 名間鄉       | 8.2        |
|        | 竹山鎮       | 12.3       |
| 雲林縣 | 全區         | 29.5       |
| 雲林縣 | 林內鄉       | 9.4        |
|        | 斗六市       | 10.2       |
|        | 古坑鄉       | 9.9        |
| 嘉義縣 | 全區         | 87.7       |
| 嘉義縣 | 梅山鄉       | 7.9        |
|        | 竹崎鄉       | 7.4        |
|        | 番路鄉       | 4.7        |
|        | 中埔鄉       | 25.6       |
|        | 大埔鄉       | 42.1       |
| 臺南市 | 全區         | 35.4       |
| 臺南市 | 楠西區       | 16.7       |
|        | 玉井區       | 7.6        |
|        | 南化區       | 11.1       |
| 高雄市 | 全區         | 23.1       |
| 高雄市 | 內門區       | 13         |
|        | 旗山區       | 10.1       |
| 屏東縣 | 全區         | 24.9       |
| 屏東縣 | 里港鄉       | 8.5        |
|        | 九如鄉       | 6.6        |
|        | 屏東市       | 9.8        |

臺三甲線
| 縣市   | 鄉鎮   | 里程數(KM) |
| ------ | ------ | ---------- |
| 南投縣 | 全區   | 11.8       |
| 南投縣 | 草屯鎮 | 4.9        |
|        | 南投市 | 6.9        |

臺三乙線
| 縣市   | 鄉鎮   | 里程數(KM) |
| ------ | ------ | ---------- |
| 桃園市 | 全區   | 12         |
| 桃園市 | 大溪區 | 3.1        |
|        | 龍潭區 | 8.9        |

臺三丙線
| 縣市   | 鄉鎮   | 里程數(KM) |
| ------ | ------ | ---------- |
| 南投縣 | 全區   | 7.2        |
| 南投縣 | 竹山鎮 | 6          |
|        | 集集鎮 | 1.2        |

資料來源：Google地圖精算

## 路線沿革

### 清朝及日本統治時期
清治時期，桃園市大溪至台中市東勢路段，是所謂「漢番交界線」，這裡的「番」指的是台灣原住民，「漢」指的是從大陸來台屯墾的漢人。為了防止漢人打擾原住民的生存，也為了避免原住民受打擾之後的反抗，於是設下這條界線，旅人依照此線行路，遂成為通行用途。日本在1933年興建中豐公路（中壢—豐原陸軍戰備道路），正式將其建設為道路。台中經由南投、雲林至嘉義的路段，則分別是「台中南投道」、「南投竹山道」、「竹山林內道」、「斗六小梅道」、「小梅竹崎道」等指定道路。
- 中豐公路路線（中壢--豐原）
  - 桃園市段
    - （前段中豐北路起於桃園國際棒球場）起點：於中壢區接續中豐北路（間隔五百公尺中壢區中原路）→平鎮區中豐路一段、南勢一二段、莊敬段、山頂段→龍潭區中豐路（與中正路路口，以上為縣道113，以下為台三線）龍潭區中豐路中山段、上林段、高平段→新竹縣關西鎮

  - 新竹縣段
    - 關西鎮中豐路→中豐路（當時尚無外環道中豐新路，當時行經牛欄河、下三屯、十六張）→中豐路→橫山鄉中豐路三二一段→竹東鎮中豐路一二三段→北埔鄉中豐路、仁愛路、埔心街→峨眉鄉中豐路→苗栗線頭份市珊珠湖（自平鎮至北埔，各鄉鎮連續以中豐路為名）

  - 苗栗縣段
    - 頭份市珊珠湖→三灣鄉中正路→南庄鄉員林村→三灣鄉大河底→獅潭鄉新庄、百壽村、永興村、獅潭市區外環道、新店村、和興村、豐林村、新豐村、竹木村汶水橋（與台6線、台72線交叉）→大湖鄉中原路、市區外環道、南昌路、八份（與縣道130交叉）、新開（鯉魚潭水庫）→卓蘭鎮景山橋、西坪里、豐田里、市區外環道、蘭勢大橋

  - 台中市段
    - 東勢區蘭勢大橋→東蘭路→石城社區（接中40鄉道石城街及長庚大橋至石岡市區，此為卓蘭-豐原間中豐公路捷徑）→東蘭路→東勢市區→東勢大橋→石岡區豐勢路、明德路（外環道）、豐勢路→豐原區豐勢路二一段→豐原車站後站（圓環東路→中山路）

- 中豐公路路線（台中--豐原）
  - 豐原區市前街（與中正路路口，豐原郵局）、中山路（接圓環東路，以下台三線）→潭子區中山路三二一段→北屯區北屯路（以上台三線）雙十路二一段（北區，台中公園）→建國路→台中火車站（中區）

- 第二中豐公路路線（台中--豐原）
  - 豐原車站→豐原區博愛街、田心路一段、二段（以下為中89鄉道）、鐮村路→潭子區豐興路二一段→北屯區軍功路二一段→太平區樹德路（以上為中89鄉道）、振福路、中山路四段→精武大橋→東區精武路→台中公園（北區、精武路與雙十路口）

### 1962年台灣公路第一次整編
當時即有台3線之存在，但與今日不同的是，台3線被分成北線與南線，北線從台北市行政院起，訖於嘉義縣中埔鄉澐水；南線起於屏東市，終止於台南市楠西區，兩線里程獨立計算，行經路線與今日大同小異。台3線有一支線台3甲線，於南投市起，沿省府路進入中興新村，後沿中興路南下於彰南路口銜接回台3線。
- 澐密戰備道路（中埔澐水－楠西密枝）
  - 嘉義縣中埔鄉澐水村澐水橋（與縣道172交叉路口）→中崙村→分水嶺（阿婆彎，大埔、中埔鄉界）→番路鄉草山村永興→水井仔（回頭彎）→富山（番路、大埔鄉界）→大埔鄉和平村鳥埔→大埔橋（回頭彎）→大埔市區→茄苳村大茅埔→嘉義農場→風吹嶺（嘉義台南縣市界，有往曾文水庫大壩叉路）→台南市楠西區密枝里→楠西市區（與縣道174交叉路口）

### 1978年台灣公路第二次整編
1978年整編後，納入澐密戰道，台3線成為北起台北，南迄屏東之縱貫公路，而隨著台3線各路段陸續改善完成，本次整編台3線多出了數條支線，其中台3甲線路線不變，大溪員樹林至龍潭深窩路段提升為台3乙線，新闢之草屯外環線、平林橋與原屬台3線之南投市彰南路納編為台3丙線，台3線南投市段則改經南崗工業區。台中路段，東區至大里路段台3線改行南區國光路、大里新外環線後，舊線東區台中路及大里中興路改編為台3丁線。此後，台3線於1983年經過第一次的拓寬改善計畫，全線至少能維持雙向雙車道水準。

### 1993年台灣公路第三次整編
本次改編將台3線草屯路段改經外環線與新建之貓羅溪橋，原台3線改編為台3甲線，且不再進入中興新村，而改行原台3丙線南投市彰南路段，整編後台3丙線消失，原台3甲線中興新村路段併入台14乙線；廢除台3丁線全線。

### 近年改變
1997年，台3線第二次拓寬工程全面完工，除新北市板橋區中山路一段、苗栗縣鯉魚潭水庫、雲林縣山區與澐密戰備道路段及屏東市勝利路段為雙向雙車道外，其餘路段均拓寬為雙向四車道以上，有效紓解西部地區各線南北向公路交通。2002年，配合台16線改道沿濁水溪開闢之新線，原台16線與台16甲路線重新調整，原台16甲線自竹山鎮水底寮至集集鎮林尾路段改編為台3丙線，林尾至水路段改編為投27線。而台3線台北市萬華區段也確定路線為自行政院起，經忠孝西路、中華路、和平西路至華江橋。台3線土城區中央路段自2007年11月8日起正式改走中華路，原台三線中央路一段（部分）、中央路二段、中央路三段（部分）解編為地區道路。

## 臺三線客庄浪漫大道（浪漫臺三線）
浪漫臺三線為中華民國總統蔡英文推動之政策，行政院於2017年3月22日舉行「臺三線客庄浪漫大道治理平台」第1次會議，擬定4年期計畫，年度預算和特別預算共投入82.12億元新臺幣的預算，打造台3線生態、人文和產業願景；全力打造國家級臺三線客庄浪漫大道，啟動客家文藝復興。
客家委員會表示，臺三線客庄浪漫大道第一階段（2016年－2019年）共計約一百項計畫，預算規模約56億元，另外，配合前瞻基礎建設計畫作業，行政院自106年至109年已另匡列20億元中央特別預算挹注，後續將逐年進行滾動式檢討調整。預估四年可以創造逾2,600個就業機會、吸引1,400萬人次的觀光客，帶動282億元的周邊消費。目前規畫在竹北、竹東，建造音樂村和藝術村，推動在地藝術家駐村創作，苗栗則有名人故居，讓民眾認識客家文化。
第一階段主要為進行以客庄三慢（慢食、慢遊、慢活）為特色的軟硬體基礎建設，包含臺三線客庄文史資料調查整理及叢書出版，音樂、文學及藝術村打造，自然與人文景觀、空間環境優化改造，及便捷的複合式交通路網串連，配套推動文創、新農業、青創、產業聚落及文化生態旅遊等產業計畫，預估可帶動超過900位青年返鄉、超過2,600個就業機會及增加地方約282億元觀光收入。
行政院指出，客家文藝復興是百年工程，非僅單純的硬體建設方案可收實效，更需要長期、持續地進行客家生活美學教育、創造性社群凝聚及適性產業環境發展等配套措施。第1次平台會議主要針對自行車道與浪漫巴士綠色路網、農林地景營造、大地園藝等議題進行跨部會及跨地方政府的溝通協調，以凝聚共識、齊一作法，共創具有願景能力與在地動能的客家鄉村社區，以達臺3線沿線地區的經濟發展與客家文藝復興的目標。

### 三大推動面向
主要推動三大面向為「人文形塑」、「環境整備」、「產業發展」。
在「人文形塑」方面，客委會預計完成總長200公里、38條浪漫臺三線國家自然步道網絡；在環境整備上，以桃竹苗地區的自行車道串聯觀光巴士，大地園藝建置面積達49.2公頃，臺3線沿線市鎮街區及立面改造長度6,400公尺，臺3線省道軸帶自然景觀，優化面積55公頃，輔導新植或更新茶園及油茶園約30公頃；協助釋出青年就業空間、完成示範街區、低碳路徑修建、客家歷史館舍修復再利用、改善休閒農業區農遊環境，及遴選192處客庄生態社區。並將完成桃竹苗中4G資通訊科技加值客庄觀光休憩產業；遴選各地區具發展潛力青農，協助青年取得留鄉、返鄉創業所需資金，增加青年返鄉人數910人、穩定就業人數3,515人及創造就業人數2,659人；辦理臺3線上產業人才輔導約6,190人次，帶動地方產業發展1,000家。
有關「環境整備」部分，相關具體措施包括：重現台三縣景觀軸帶、建置客家文教及產業基地、建設客庄傳統聚落人文風貌、整備低碳旅遊運具路網。
而「產業發展」面向所規劃的具體措施包括：產業人才培育訓練、客家文化產業聚落開發及輔導、客庄特色主題遊程開發及行銷、青年回鄉創業支持體系、科技加值體驗。

### 臺三線客庄浪漫大道治理平台
臺三線客庄浪漫大道治理平台由政務委員林萬億、張景森負責協調與督導，結合中央11個相關部會、桃園市政府、新竹縣政府、苗栗縣政府、台中市政府及5位專家學者共同參與，整合跨部會及跨縣市超過百項計畫。此平台轄下分設人文形塑、環境整備及產業發展三個行動小組，由客委會、農委會與經濟部分別擔任主責推動機關，並由客委會擔任幕僚單位，負責統籌中央及地方資源，以區域聯合治理概念與文化生態旅遊核心策略，運用創新的鄉村發展模式，連結文化鏈及產業鏈，建構客庄示範鄉村社區，後續更將推廣至高屏六堆、花東縱谷等其它客庄區域。

### 軼事

#### 立法院質詢爭議
2016年5月23日，客委會主委李永得到立法院備詢，處理客委會預算解凍。國民黨立委黃昭順第一個登記質詢，卻搞烏龍問李永得：「浪漫臺三線，你要讓我知道是哪三條線？」，讓李尷尬直回：「委員，臺三線不是三條線，而是沿線有客家地景的一條公路。」
。

#### 環台賽分站的設置
2018年起，國際自由車環台公路大賽設置橫跨新竹、苗栗、台中三縣市的跨縣市分站「浪漫台三線站」，但因長途路程與高低起伏的極端差異，被參賽選手評價為「不浪漫的分站」。

## 交流道

### 台3線

#### 高速公路
- 國道三號
  - 土城交流道
  - 大溪交流道（須透過市道112甲線連接）
  - 龍潭交流道（須透過市道113乙線連接）
  - 高原交流道（須透過桃68線或桃68-1線連接）
  - 霧峰交流道
  - 中興交流道（須透過台14乙線連接）
  - 名間交流道
  - 竹山交流道
  - 南雲交流道（須透過投47線連接）
  - 林內交流道（規畫中，須透過縣道141號連接）
  - 斗六交流道
  - 九如交流道
- 國道四號
  - 豐勢交流道
- 國道六號
  - 舊正交流道
- 國道十號
  - 旗山端
  - 里港交流道（僅設東出西入，須透過里港砂石車專用道連接）

#### 省道快速公路
- 台63線
  - 台中端
- 台64線
  - 板橋交流道
- 台65線
  - 土城一交流道（須透過城林路連接）
- 台66線
  - 大溪端（須透過市道112甲線連接）
- 台68線
  - 竹東端
- 台72線
  - 獅潭端
- 台74線
  - 潭子交流道
  - 霧峰交流道
- 台78線
  - 古坑交流道
- 台84線
  - 玉井端（須透過台20線連接）
- 台86線
  - 內門端（規畫中）

### 台3甲線
- 國道三號
  - 南投交流道（須透過福崗路連接）

### 台3乙線
- 國道三號
  - 高原交流道（須透過桃68-1線連接）